# 亚历山大·涅夫斯基勋章
亚历山大·涅夫斯基勋章（俄语：орден Александра Невского）是苏联在苏德战争期间设立的军事勋章，以奖励红军指战员在组织和指挥军事行动方面的杰出贡献以及这些行动在保卫祖国的战斗中取得的成功。

## 历史
勋章前身是沙俄女皇叶卡捷琳娜一世在1725年頒授的圣亚历山大·涅夫斯基帝国勋章（俄语：орден Святого Александра Невского），用以表彰对国家有杰出政治军事贡献的公民。
圣亚历山大·涅夫斯基帝国勋章在1917年被废止。但在1942年7月29日，苏联最高苏维埃主席团颁布法令恢复颁授，只是去掉了圣及帝国二字，作为奖励红军指战员的军事勋章。勋章正面肖像为人民艺术家尼古拉·切尔卡索夫，他在电影中扮演亚历山大·涅夫斯基。
法令最初规定只有从排到团的军事单位的指挥官才能被授予该勋章。但根据1942年11月10日苏联最高苏维埃主席团的一项法令，师和旅的指挥官也可被授予此类勋章。匈牙利事件后，将官也可获得此类勋章。
苏联解体后，该勋章保留在俄罗斯联邦国家奖励制度中。2010年颁布的新法令恢复了沙俄时代的勋章设计并使该勋章成为民事勋章。

## 颁授
苏联时期获得本勋章者应满足以下条件：
- 根据作战任务主动选择时机向敌人发起突然、果敢、迅捷的进攻，以少胜多
- 为了完成战斗任务，指挥部队相互配合，歼灭所有或大部分优势敌军
- 指挥炮兵部队迅速压制敌方优势火炮，或摧毁敌方阻碍我军前进的火力点，或摧毁一批碉堡、碉堡，或顽强击退大型火炮、坦克集群的进攻，对其造成严重破坏
- 指挥坦克分队成功完成一次作战行动，对敌方人力和装备造成重大破坏，并完整缴获其物资
- 指挥空军部队坚持并成功地进行了多次出击，对敌方人员和装备造成严重破坏并完好返回基地
- 迅速采取行动，主动破坏或摧毁敌方工事，确保我方部队进攻的成功
- 系统组织各类不间断通信并及时消除故障，保障了部队重大军事行动的成功
- 以我军损失最小为代价，巧妙、迅速地实施登陆作战，大败敌军，确保了全面作战任务的成功

第一枚勋章于1942年11月5日授予第154步兵旅营长伊万·鲁班高级中尉，表彰他在1942年8月于顿河沿岸在坦克的支援下击退了德军整个团的进攻。他指挥部队兵分三路，以其中一路为诱饵，伏击一大群敌军，然后剩下的两路向敌人发起进攻。鲁班营击毁7辆坦克和200多名敌军士兵。
苏德战争期间有42165枚勋章被颁发给了苏联和其他13个国家的士兵。有5名士兵三次获得该勋章，42名士兵两次获得该勋章。1740支苏联陆海军部队获得该勋章。
本勋章应佩戴在右胸，排列在波格丹·赫梅利尼茨基勋章之后，卫国战争勋章之前。

## 样式
勋章由银制成，覆盖着红宝石和红色珐琅的五角星。背景是一个十边形，其表面有发散的抛光射线。红星有镀金的边缘。在星星的中间是一个圆形的盾牌，上面有亚历山大·涅夫斯基的浮雕肖像，周围是铭文“亚历山大·涅夫斯基”。盾牌镶有镀金月桂花环，花环的下端是一个带有镰刀铁锤镀金图案的盾牌。在光芒的背景下，两个交叉的战斧交叉在后面。勋章下部镀金的剑、矛、弓和带箭的箭筒交叉在有盾牌后面。俄联邦在1992年至2010年之间的勋章底部去除了镰刀铁锤标志，其他设计不变。勋章银含量为37.056±1.387g，总重量为40.8±1.7g。
|      |  |
| 勋略 |  |
|      |  |